# Harrison Narcotics Tax Act

Le Harrison Narcotics Tax Act (en français « Loi Harrison de taxation des narcotiques », parfois abrégé en Harrison Act) est une loi américaine qui réglemente et taxe la production, l'importation, la distribution et l'utilisation des opiacés et produits cocaïnés dans les situations non médicales.
Elle est proposée par le représentant de l'État de New York Francis Burton Harrison et approuvée par la 63e législature du Congrès des États-Unis puis signée par le président Woodrow Wilson le 17 décembre 1914, pour une entrée en application le 1er mars 1915.

## Cocaïne
La cocaïne est fédéralement réglementée depuis décembre 1914, à la suite de l’adoption du Harrison Act. La nouvelle loi interdit un usage non médical de la cocaïne, et en interdit aussi l'importation. Elle impose les mêmes sanctions pénales pour les usagers de cocaïne que celles prévues à l'encontre des utilisateurs d’opium, de morphine et d'héroïne, et a exigé une comptabilité stricte des prescriptions médicales de cocaïne. La conséquence du Harrison Act est l'émergence dans les années 1930 de drogues comme les amphétamines, moins chers, légales (à l’époque) et facilement accessibles, la cocaïne se faisant rare aux États-Unis. Dans les années 1950, la cocaïne n'est plus considérée comme un large problème médical.